# میلان کربر
میلان کربر (چکی: Milan Kerbr؛ زادهٔ ۹ ژوئن ۱۹۶۷) بازیکن فوتبال اهل جمهوری چک بود.
از باشگاه‌هایی که در آن بازی کرده‌است می‌توان به باشگاه فوتبال گروتر فورث، باشگاه فوتبال سیگما اولوموتس، و باشگاه فوتبال فاستاو زلین اشاره کرد.
وی همچنین در تیم ملی فوتبال جمهوری چک بازی کرده‌است.